# Vrijzinnigheid
Vrijzinnigheid is een tolerante houding waarbij vrijheid van mening en zingeving centraal staan.
Gedurende de 19e eeuw kreeg het begrip “vrijzinnigheid” politieke inhoud. Het woord kreeg de betekenis van “vrij denken”, tegenover het “bevangen denken” van de toenmalige confessionelen. De vrijzinnigheid zette zich af tegen een feodale, strak hiërarchische en theocratische samenleving die de absolute monarchie in enkele Europese landen (Frankrijk, Spanje) in de 15e en 16e eeuw kenmerkte.

## Traditionele duidingen van vrijzinnigheid
Vrijzinnigheid kan als volgt geduid worden: 
- Het begrip kan toegepast worden als kenmerk van een bepaalde ideologie of stroming. In zo'n geval betekent het dat de aangeduide persoon of groep niet (of in ieder geval: veel minder) wenst vast te houden aan de “rechtzinnige” traditie(s) van de eerder genoemde stroming. In deze betekenis staat het in tegenstelling tot de orthodoxie.
- "Vrijzinnigheid" zonder meer duidt op een afstandelijke houding tegenover dogma's van het traditionele christendom. Dit kan variëren van vrijzinnig protestantisme (kerkelijke rekkelijkheid) en religieus humanisme tot zuiver atheïsme. Dit gedachtegoed wordt aangetroffen bij de Freireligiöse Gemeinden in het Duitse taalgebied en in de Angelsaksische wereld bij de unitariërs. In België, waar nauwelijks een protestantse geloofsgemeenschap bestaat, wordt vrijzinnigheid bijna uitsluitend geassocieerd met atheïsme of agnosticisme, minstens met een houding die volledig buiten de Katholieke kerk staat.
- Vrijzinnigheid wordt ook gebruikt als een liberaal principe van vrijheid van denken. Vanuit die vrijheidsgedachte komen ook ándere vrijheidsidealen voort: vrijheid van uiting, vrijheid van godsdienst etc. De "vrijzinnige mens" is dus een vrijdenker die zich niet laat voorschrijven hoe hij of zij over een bepaalde kwestie hoort te denken. Deze vrijzinnigheid maakt de mens dan ook geneigd tot onconventioneel of zelfs rebels denken en spreken. Voorbeeld is Aletta Jacobs, die zich vrijzinnig noemde, en gezien kan worden als een voorloopster van de vrouwenemancipatie.

## Moderne duidingen van vrijzinnigheid
Hoe sterker het begrip een politieke lading krijgt, hoe meer het een liberale grondhouding aanduidt: vrijzinnigheid krijgt de betekenis van vrijheid tot spreken, handelen, zich uiten. Het begrip is gaan staan voor een onafhankelijke, vrije geest. In die zin werd en wordt de vrijzinnigheid een progressieve levenshouding, ook in politiek opzicht.
Een aantal politieke partijen die zich als "vrijzinnig" definiëren zijn de voormalige Nederlandse Vrijzinnig-Democratische Bond, de voormalige Deutsche Freisinnige Partei en de huidige Zwitserse Freisinnig-Demokratische Partei.